# Mithan Jamshed Lam

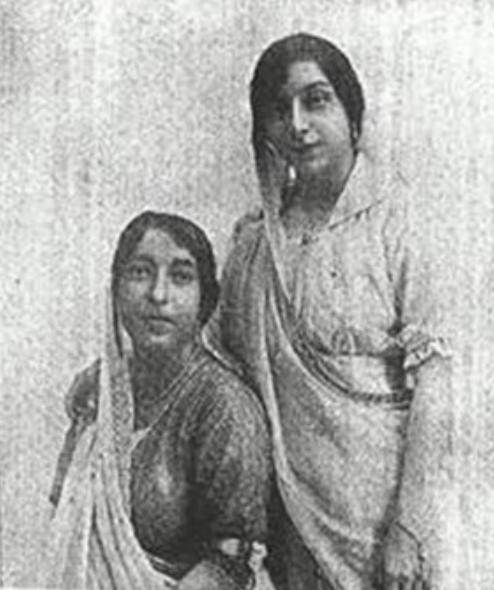
Abbildung von Frau. H. A. Tata und ihrer Tochter M. A. Tata, International in Woman Suffrage News 7. November 1919, S. 18

Mithan Jamshed Lam, geborene Mithan Ardeshir Tata (* 2. März 1898 in Nashik, Indien; † 22. Februar 1981) war eine indische Anwältin und Aktivistin. Sie war die erste indische Rechtsanwältin und die erste indische Anwältin am Bombay High Court.

## Leben und Werk
Lam wurde als Mithan Tata als Tochter der Frauenrechtsaktivistin Herabai Tata und des Mitarbeiters einer Textilfabrik Ardeshir Tata geboren. Bedingt durch den Arbeitsort ihres Vaters verbrachte sie ihre Kindheit und frühe Ausbildung in Phulgaon im Distrikt Pune und später in Ahmedabad. Sie besuchte in Mumbai die Frere Fletcher School (heute J.B. Petit High School for Girls), wo sie ihre Schulausbildung abschloss. Sie studierte am Elphinstone College in Mumbai und erhielt ihren Abschluss in Wirtschaftswissenschaften mit Auszeichnung und erwarb die Cobden Club Medal für ihren ersten Platz in Wirtschaftswissenschaften. 1919 begleitete sie ihre Mutter nach London, um vor dem Southborough Franchise Committee unter der Leitung von Francis Hopwood, 1. Baron Southborough zu erscheinen. Während des Besuchs hatte sie auch Gelegenheit, das Thema Frauenwahlrecht in Indien mit den Mitgliedern des Unterhauses zu erörtern.
Sie besuchte die London School of Economics, wo sie einen Master-Abschluss erwarb, und qualifizierte sich 1919 gleichzeitig als erste Frau als Barrister-at-Law an der Anwaltskammer Lincoln’s Inn. Ihre Mutter schrieb sich ebenfalls an der London School of Economics ein und belegte zwischen 1919 und 1922 Kurse in Verwaltung, Wirtschafts- und Sozialwissenschaften. Ihr Aufenthalt in England gab Lam auch die Möglichkeit, sich dort mit indischen Frauenführern wie Sarojini Naidu und Annie Besant in Verbindung zu setzen, um sich für das Frauenwahlrecht in Indien einzusetzen. Sie besuchte mit diesen Frauen Schottland und sprach auch vor dem Unterhaus.
Das Gesetz, das Frauen die Zulassung zur Anwaltschaft im Vereinigten Königreich ermöglichte, wurde erst 1919 verabschiedet. Vorläufig hob die indische Regierung 1923 auch die Beschränkungen für Frauen als Rechtsanwältin auf, in demselben Jahr, als Lam nach Abschluss ihres Studiums in London nach Indien segelte. Dies ermöglichte es ihr, ihre juristische Karriere als erste Anwältin am High Court in Bombay im Jahr 1924 zu beginnen. Sie begann als Mitarbeiterin eines Anwalts und Freiheitsaktivisten, Bhulabhai Desai, zu praktizieren. Von 1928 bis 1934 war sie Professorin für Sozialgesetzgebung an der Tata Institution of Social Work und Mitglied der Kommission zur Änderung des Parsi Marriage and Divorce Act.
1947 wurde sie als erste Frau in Indien zum Sheriff von Mumbai ernannt. Als sie Jahre später als Vertreterin indischer Frauen um die Welt reiste, sorgte dies gelegentlich für Verwirrung. San Franciscos Sheriff nahm sie mit zu einem Besuch in die Gefängnisse der Stadt und gab ihr einen Polizeiknüppel, ohne zu wissen, dass ein Sheriff in Indien eine weitgehend zeremonielle Position einnahm.
Von 1947 bis 1950 war sie Vorsitzende des Flüchtlingshilfe- und Rehabilitationsausschusses der Regierung von Bombay und unterstützte Flüchtlinge aus der Teilung des indischen Subkontinents. Sie war eine indische Delegierte bei verschiedenen Seminaren der Vereinten Nationen.
Sie war an den Aktivitäten der All India Women’s Conference (AIWC) beteiligt und war von 1961 bis 1962 deren Präsidentin. Sie war Herausgeberin der offiziellen Zeitschrift der AIWC Sthri Dharma und war auch im Nationalen Rat der indischen Frauen aktiv, der zwei Jahre vor der AIWC 1925 gegründet wurde. Sie wurde 1971 zur Friedensrichterin ernannt.
Lam war Gastdozentin am Mumbai Law College. Sie war Gründungspräsidentin der Indian Federation of Women Lawyers, Vizepräsidentin der International Federation of Women Lawyers (IFWL) und Vorsitzende des 13. IFWL-Konvents sowie Vertreterin des Verbandes bei den Vereinten Nationen. Sie war auch Präsidentin der Women Graduates Union von Bombay. Nach ihrem Ausscheiden aus der Rechtspraxis trat sie dem Maharashtra State Women’s Council (MSWC) bei und leitete den Unterausschuss für Arbeit.
Mithan Lam heiratete 1933 den Anwalt und Notar Jamshed Sorab Lam, mit dem sie zwei Kinder bekam. Ihre Lebensgeschichte dokumentierte sie in ihrer Autobiografie Autumn Leaves.

## Ehrungen
1962 zeichnete die indische Regierung sie mit dem Padma Bhushan aus.

## Veröffentlichungen (Auswahl)
- Autumn Leaves – An Autobiography by Mrs. Mithan J. Lam. K.R. Cama Oriental Institute, Mumbai 2009, ISBN 978-81-905943-2-5.